# 希爾夫湖 (特羅斯多夫)
50°49′49″N 7°05′51″E / 50.830215°N 7.097615°E
希爾夫湖（德語：Schilfsee），是德國的湖泊，位於該國西部，由北萊茵-威斯特法倫州負責管轄，處於特羅斯多夫，長0.4公里、寬0.3公里，面積0.12平方公里，平均水深6米，最大水深20米。